# イリノテカン
イリノテカン (irinotecan、CPT-11) は、悪性腫瘍に対して使用される医薬品（抗悪性腫瘍薬）である。カンレンボク由来の抗腫瘍性アルカロイドであるカンプトテシンの半合成アナログである。トポイソメラーゼI阻害作用を有する。
塩酸塩として、ヤクルト本社よりカンプト注、第一三共よりトポテシンの商品名で製造販売されている。

## 薬理
イリノテカンはカルボキシルエステラーゼ（CES）によりSN-38に加水分解されて活性化され、トポイソメラーゼIを阻害する。この時、UDP-グルクロン酸転移酵素1A1 (UGT1A1) によって不活性化される。
一般的に、投与前「UGT1A1*6/*28」遺伝子多型検査が標準的に行われており、ホモ/ヘテロ接合体の場合には薬剤代謝遅延による重篤な副作用の発現の危険性が知られているため、投与が回避されることが多い。

## 適応
日本における厚生労働省に認可された保険適応疾患は以下の通り。
小細胞肺癌、非小細胞肺癌、子宮頚癌、卵巣癌、胃癌（手術不能又は再発）結腸・直腸癌（手術不能又は再発）、乳癌（手術不能又は再発）、有棘細胞癌、悪性リンパ腫（非ホジキンリンパ腫）、小児悪性固形腫瘍、治癒切除不能な膵癌。
上記の他にも食道癌などにおいての効果も報告されてきている。

## 副作用
頻度の多い副作用として下痢を中心とした消化器症状があり、予防的に半夏瀉心湯の投与や発症時にはロペラミド投与が行われる。
そのほか骨髄抑制や、それによる白血球の減少などの副作用をきたす。

## 参考資料
- トポテシン点滴静注40mg、トポテシン点滴静注100mg [第一三共]
- “A lethal synergy induced by phellinus linteus and camptothecin11 in colon cancer cells.”. Oncotarget. 9(5):  6308-6319. (2018). PMID 29464074; PMC 5814214; doi: 10.18632/oncotarget.23918